# Jakob Heer (Pädagoge)

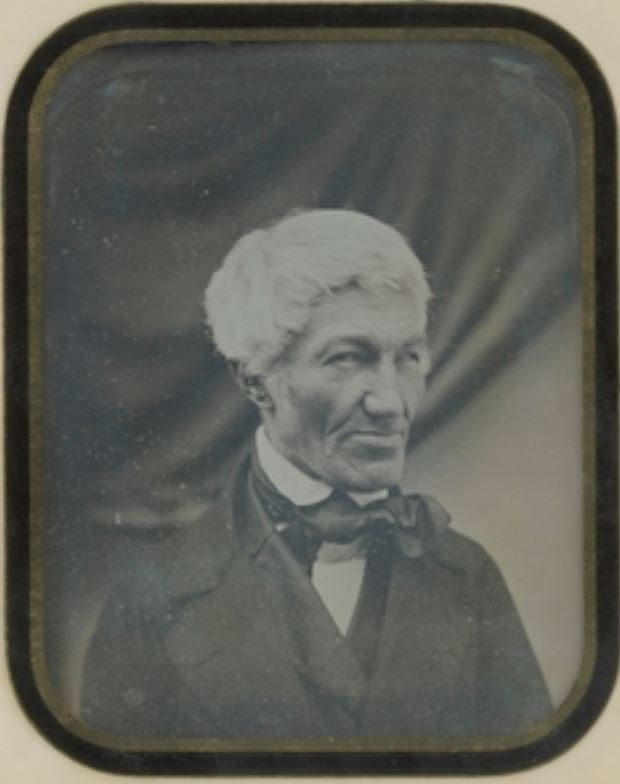
Jakob Heer fotografiert von seinem Sohn Samuel Heer, um 1850

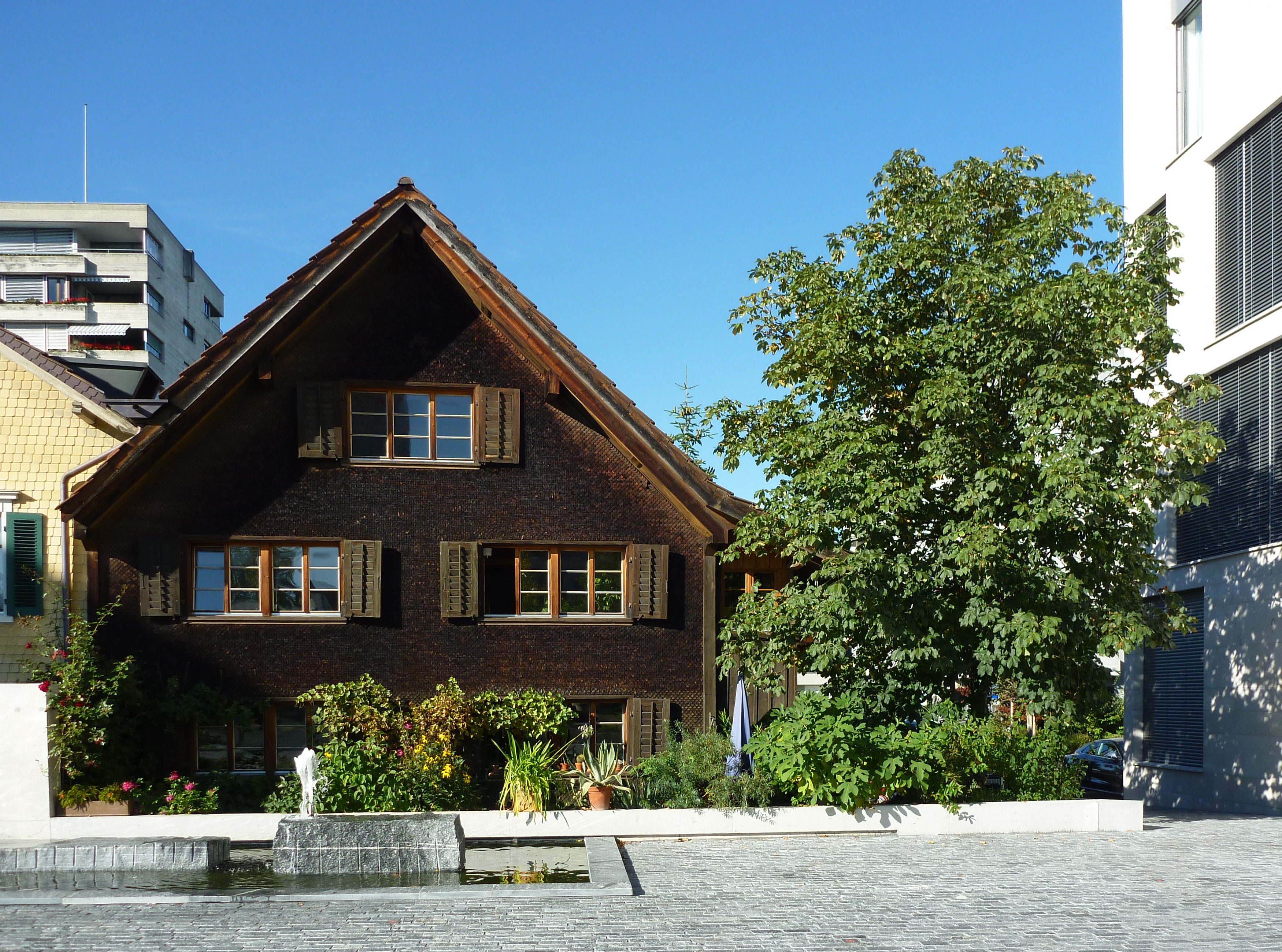
Wohnhaus in Niederuzwil 1807 bis 1811, Geburtshaus von Oswald Heer

Jakob Heer (* 12. April 1784 in Azmoos, Gemeinde Wartau; † 24. Januar 1864 in Zürich) war ein Schweizer Pfarrer und Pädagoge. Er machte sich als Schul- und Sozialreformer einen Namen.

## Leben und Wirken
Jakob Heer wuchs als Sohn des Pfarrers Samuel Heer und der Verena Marti in Azmoos und Kerenzen auf. Nach dem Tode seines Vaters 1796 wollte seine Mutter, dass er Kaufmann wurde. Im Einverständnis mit seinen Verwandten studierte er Theologie an der Hochschule Basel. Dort lernte er die Pestalozzischüler Johann Georg Gustav Tobler und Johann Konrad Nänny kennen.
Er wurde 1802 im Kanton Glarus ordiniert und erhielt das Diakonat in Mollis mit dem eine Lehrtätigkeit an der dortigen Gemeindeschule verbunden war. 1803 hielt er sich bei Johann Heinrich Pestalozzi in Burgdorf auf. Von 1805 bis 1806 war er reformierter Pfarrer in Azmoos und von 1807 bis 1811 in Henau. 1811 trat er als Lehrer der alten Sprachen und der Mathematik in das neugegründete und von seinem jüngeren Bruder geleitete, private Institut (Heersches Institut) in Glarus ein, an dem er bis 1816 als Lehrer tätig war.
1817 verzichtete er auf eine Stelle an der Kantonschule Chur als Mathematikprofessor und trat in der Berggemeinde Matt im Glarner Sernftal eine Stelle als Pfarrer an. Matt traf er nach den napoleonischen Koalitionskriegen, dem Niedergang der Heimindustrie und den Hungerjahren 1816/1817 in materieller und finanzieller Notlage an. Um diese zu lindern, organisierte er die Arbeit im Plattenberg für das Sernftal neu und sorgte dafür, dass eine Fahrstrasse nach Schwanden gebaut wurde.
Ein besonderes Anliegen war ihm, dass die Kinder Schulunterricht bekamen. Er gründete zusammen mit einem Vikar eine Privatschule im Sinne Pestalozzis und hatte bald viele Schüler im Pfarrhaus. Wichtig war ihm auch der staatsbürgerliche Unterricht. Er nahm mit seinen Schülern jedes Jahr als «Anschauungsunterricht» an der Näfelserfahrt und an der Landsgemeinde teil. Um den Schülern mehr Selbständigkeit zu ermöglichen, bildete er von 1823 bis 1826 im Pfarrhaus einen «Schülerstaat» mit einer Landsgemeinde. Vier 15 Jahre alte Knaben und Mädchen erliessen unter seiner Aufsicht Gesetze und Verordnungen und regelten die zahlreichen Pflichten und Ämter im grossen Haushalt sowie Fragen des Verhaltens und des Unterrichts.

Er lebte ähnlich wie Pestalozzi seine Überzeugung: 

„Politische Freiheit ist für ein geistig unmündiges Volk ein Unding. Unausweichlich fällt es entweder der Vormundschaft einer Kaste an, die es oft für ihre besonderen Zwecke zu lenken versteht, oder es macht meist tolle Streiche. Nur ein durch Bildung und Erziehung zur Mündigkeit herangereiftes Volk wird seine Freiheit wohl bewahren und weise gebrauchen, um sein wahres Glück zu fördern.“

Heer blieb bis 1842 Pfarrer und Lehrer in Matt.
In seiner Freizeit widmete er sich der Heranbildung junger Lehrer. Mit einer landesweiten Kollekte ermöglichte er den Bau eines neuen Schulhauses in dem zu Matt gehörenden Dorf Engi. Der Erfolg der Geldsammlung ermutigte ihn 1832 zur Gründung des kantonalen Glarner Schulvereins. Als dessen erster Präsident setzte er sich für die Verbesserung des Schulwesens als staatliche Volksschule, für die Erstellung neuer Schulhäuser und für die Ausbildung geeigneter Personen zum Lehrerberuf sowie für die Einrichtung von Hilfsschulen für schwächere Schüler ein. Ein allseitig ausgebildeter, geistig und moralisch tüchtiger Lehrer, schrieb er, ist die beste Schulmethode, das beste Schulbuch und das beste Schulgesetz. Dem tatkräftigen und zielbewussten Glarner Schulverein verdankte der Kanton, dass die Schulverhältnisse sich rasch verbesserten und dass 1835 durch Landsgemeindebeschlüsse die Grundlagen für die staatliche Regelung derselben gelegt werden konnten.
Er wirkte als kantonaler Schulinspektor. Sein Ruf als praktischer Pädagoge und Methodiker führte dazu, dass ihn Philipp Emanuel von Fellenberg zur Leitung des Lehrerbildungskurses im Sommer 1834 in Hofwil berief. Er war von 1835 bis 1845 Mitredaktor bei der ersten grösseren pädagogischen Zeitschrift, den Allgemeinen schweizerischen Schulblättern. Sein 1836 erschienenes mehrbändiges Methodisches Lehrbuch des Denkrechnens galt als Durchbruch einer rationellen Rechenmethode in der Schule.
Im Straussenhandel nahm er 1839 öffentlich Stellung gegen die Berufung des Tübinger Theologen David Friedrich Strauss an die Universität Zürich.
Ab 1842 lebte er in Wädenswil, wo er eine Privaterziehungsanstalt gründete und bis 1853 leitete. Später zog er in die Nähe von Zürich, wo er sich in seinem Haus der Erziehung seines jüngsten Sohnes und weiteren Jugendlichen annahm.
Seiner ersten Ehe (1805) mit Susanna Sulser (1786–1820) entstammte der Paläontologe Oswald Heer, der Fotografiepionier Samuel Heer-Tschudi (1811–1889) und der Möbelfabrikant Henri Heer-Cramer (1816–1895) und der zweiten (1821) mit Regula Isler (1795–1874) der Lampenhersteller Jean-Jacques Heer-Tobler (1824–1906) und der Pfarrer Justus Heer.

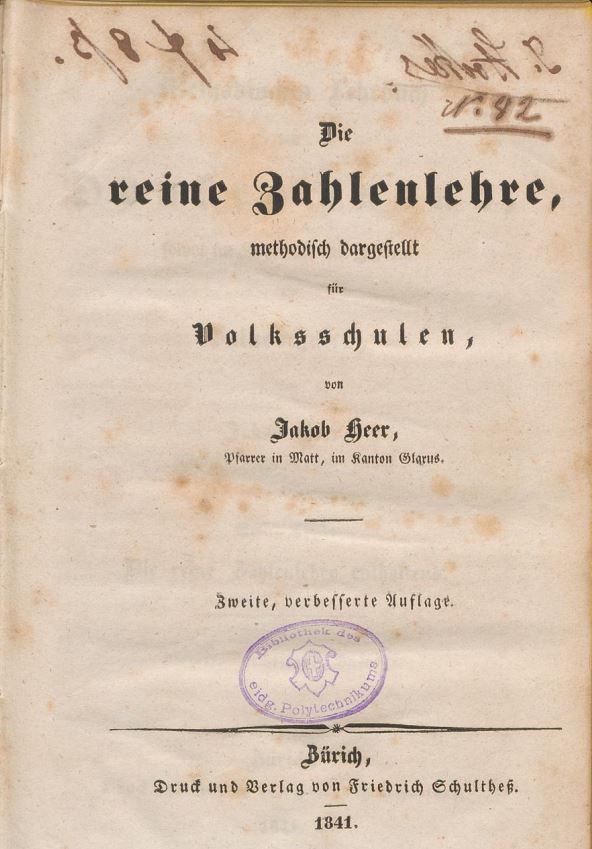
Die reine Zahlenlehre

## Schriften
- Plan zur Stiftung eines Vereins von Freunden des vaterländischen Schul- und Erziehungswesens im Kanton Glarus, 1832.
- Das Volksschulwesen in Demokratien. Bericht über die Entstehung und die Verhandlungen des glarnerischen Schulvereins. Glarus 1832/1833.
- Methodisches Lehrbuch des Denkrechnens, sowohl im Kopfe als mit Ziffern, für Volksschulen. Erster Theil. Die reine Zahlenlehre, methodisch dargestellt für Volksschulen. Verlag Friedrich Schulthess, Zürich 1836[6]
- Methodisches Lehrbuch des Denkrechnens, sowohl im Kopfe als mit Ziffern, für Volksschulen. Zweiter Theil. Das angewandte Rechnen, methodisch dargestellt für Volksschulen. Verlag Friedrich Schulthess, Zürich 1836[7]
- Methodisches Lehrbuch des Denkrechnens, sowohl im Kopfe als mit Ziffern, für Volksschulen. Dritter Theil. Exempelbuch, oder Sammlung von Rechnungsbeispielen, nach den §§ des methodischen Lehrbuchs des Denkrechnens geordnet - Schlüssel zu den im Exempelbuch enthaltenen Rechnungsbeispielen. Verlag Friedrich Schulthess, Zürich 1836[8]
- Einige Worte der Belehrung, der Warnung und des Trostes hinsichtlich der neuesten kirchlichen Vorfälle im Kanton Zürich an meine geliebten Mitbürger. Glarus 1839